# Marianne Bollig
Marianne Bollig z domu Krupp (ur. 20 grudnia 1945) – niemiecka lekkoatletka, sprinterka. W czasie swojej kariery startowała w barwach Republiki Federalnej Niemiec.
Zdobyła srebrny medal w sztafecie 4 × 1 okrążenie (w składzie: Elfgard Schittenhelm, Annelie Wilden, Bollig i Annegret Kroniger) na halowych mistrzostwach Europy w 1970 w Wiedniu.
Była brązową medalistką mistrzostw RFN w biegu na 200 metrów w 1968, a w hali brązową medalistką na tym dystansie w 1970.
Startowała w klubie ASV Köln.